# Гюрята
Гюрята (Гурята, Георгий) — новгородский посадник времён правления новгородского князя Мстислава Владимировича (1088—1093; 1095—1117).

## Посадничество
В Новгородской первой летописи младшего извода существует список новгородских посадников из 89 имён без датировки. Среди упоминаемых посадников записано и имя Гюряты, по счёту стоит десятым. В других списках, которые прилагаются к Новгородской четвёртой и Ермолинской летописям, Гюрята стоит одиннадцатым, помимо этого сразу за ним указывается его сын Мирослав, чего не было в предыдущем списке. В. Л. Яниным отмечалось, что посадник Гюрята (как и некоторые другие) в летописях не фигурирует, что связано было с тем, что в основе этих списков (в начальной её части) лежат внелетописные источники, которые являются более точными и полными.

## На берестяной грамоте
В 1999 году на XII Троицком раскопе были найдены новгородские берестяные грамоты № 901—915. Среди них примечательна грамота № 907, где имеются, хоть и косвенные, дополнительные сведения о Гюряте. Датируется эта грамота началом XII века. Упомянутая грамота имеет деловой характер, в которой административное лицо Тук отчитывается перед выше стоящим руководством — Гюрятой, за проделанную работу. Работа Тука состояла в том, чтобы расследовать кражу, на которую, как выяснилось, была списана недостача у чиновника.

## Информатор летописца
Исследователи предполагают тождественность посадника Гюряты с Гюрятой Роговичем, упоминаемым в «Повести временных лет». Гюрята Рогович являлся информатором летописца, с которым имелся разговор четыре года тому назад, как думают в 1114 году. Рассказ Гюряты Роговича был вставлен в летописную запись под 1096 годом, когда летопись редактировалась в 1118 году.
Согласно летописи, Гюрята Рогович послал своего отрока в Печору за данью для Новгорода. Отрок дошёл до Югорской земли, где местные племена сообщили ему о людях заточённых в горах. Эти данные летописец сопоставил с известиями Мефодия Патарского про заточённых в горах племён Александром Македонским.

## Семья
Новгородскими посадниками были также потомки Гюряты, среди них сын Мирослав Гюрятинич и внук Якун Мирославич.
1. Гюрята
  1. Мирослав Гюрятинич
    1. Прокопий Мирославич
    2. Якун Мирославич
      1. неизвестная дочь + Мстислав Ростиславич (князь ростовский)